# エフエムサン
エフエム・サンとは香川県坂出市にある坂出市・宇多津町をエリアとしたコミュニティ放送局である。ケーブルテレビ局であるKBNが大多数の株式を保有し、FM局本社もKBN内にある。

## 概要
自社制作番組以外では、ミュージックバードの番組を放送。
広島県のエフエムふくやま・岡山県のエフエムくらしき・岡山シティエフエム香川県のエフエム高松コミュニティ放送・エフエムセト（廃局）・高松シティエフエム（FM81.5に統合）で、瀬戸内コミュニティFMネットワークを立ち上げた。
エフエムセト（現在は閉局）と共同制作、ほぼ同時放送をしていた。
近年積極的に市民DJを受け入れている。
2014年8月18日よりSimulRadioを開始。

### 自主制作番組
★のマークは、KBNチャンネルでの映像付き同時放送。
⭐︎のマークは、生放送。
- ★⭐︎Weekdayみっくす（月 - 金の帯番組。生放送：12:00 - 13:50、再放送：22:00 -23:50）
  - 月曜日：かわやなぎさわこ
  - 火曜日：さじさじ
  - 水曜日：井上弥生
  - 木曜日：福本愛莉
  - 金曜日：安藤真弓

過去のDJ：田中智子（2001年 - 2010年）、二宮康代、中田普子（月曜日）
- 山陰新聞ニュース＋天気予報（月 - 金の帯番組。生放送：13:50 - 14:00）
- ★KBNいきいきワイド（月 - 金の帯番組。17:30 - 18:00）　- KBNチャンネルのテレビ番組『KBNいきいきワイド』を同時放送。ラジオは音声のみ。
- アラウンド・ザ・サン（月 17:00 - 17:30、再/（火・木）10:30 - 11:00）
- 香川車人Tube（火 18:00 - 18:30、再/土 18:30 - 19:00）
- アニメジュークボックス（火 21:00 - 21:30、木 21:30 - 22:00、土　16:30 - 17:00） - 各年代にスポットを当てたアニメソングや、一つのアニメにスポットを当てた特集など、月替わりでお届けするアニラジ。
- 渡辺要を三枚おろし（水　20:00～20:30、再/金 8:00 - 8:30、日 21:00 - 22:00） - 番組名が『武田鉄矢 今朝の三枚おろし』のバロディ。演歌歌手・渡辺要[1]のが調理人（掘り下げていき）岡田範子と二人の息の合ったトーク番組。
- ⭐︎Jack-in-the-Box [2]（土曜 生放送：19:00 - 20:00、再放送：24:00 -25:00） - 音楽あり、スポーツあり、お笑いあり。宇多津町から元気を発信！うどんシンガー石居直、優希亜、亮太、トミーの4人のパーソナリティがお届けする1時間。Twitterもあるが、ポストされていない。[3]

### 過去の自主制作番組
- Music Shower
- 761 ワイド情報
- AROUND THE SUN
- 761 HOT STATION
- サンセットフライト
- We Are The うたづ
- 街角リクエスト
- Music コラボレーション

### 代表的な番組
- Weekdayみっくす（月 - 金の帯番組 生放送：12:00 - 13:50　再放送：22:00 -23:50
  - 最初は生放送のみだったが、夕方の生放送終了に伴い再放送をスタート。基本的に曜日ごとのDJに内容は一任されてい
  - KBN121CHにて同時生放送。サテライトスタジオ（うたづ恋NAMISTUDIO）から公開生放送。

### ステッカー
知名度を上げるためにミニステッカーを作成。取材先のレジや入口に貼っている。

## サテライトスタジオ
- うたづ海ホタル内『恋NAMIスタジオ』 - コイナミスタジオ。名称はリスナーが名付けた。公開生放送や、その他様々な番組の収録を行っている。

過去
- 坂出サティ内

## ケーブルテレビ再送信局
以下のケーブルテレビ局でFM SUNを再送信されている。
- 倉敷ケーブルテレビ